# Dziaddin Mukarram Shah II di Kedah
al-Azizzu ul-Mulk al-Qadir al-Ghalib Ghahr al-Maghlub, us-Sultan Khalifatu'llah 'Ala Da'irah Kedah, Paduka Sri Sultan Zia ud-din Mukarram Shah II ibni al-Marhum Sultan Muhammad Jiwa Zain al-'Adilan Mu'azzam Shah (1754 – Kota Indira Kayangan, 25 gennaio 1815) è stato sultano di Kedah dal 1797 al 1803.

## Biografia
Ahmad Tajuddin Halim Shah II di Kedah nacque nel 1754 ed era il secondo figlio del sultano Muhammad Jiwa Zainal Adilin II e della sua seconda moglie Tunku Putri.
Venne educato privatamente.
Il 6 aprile 1760 fu nominato secondo erede di suo fratello Abdullah Mukarram Shah e investito del titolo di raja muda. Nel 1770 venne nominato erede presuntivo e investito del titolo di sultano e Yang di-Pertuan Muda di Perlis e Kedah con l'appellativo di Duli Yang Maha Mulia. Gli vennero concessi anche i feudi di Perlis, Kubang Pasu, Setul e Langu.
IL 1º settembre 1797, alla morte del fratellastro maggiore, venne proclamato sultano. Il 6 giugno siglò un trattato di amicizia e alleanza con la Compagnia britannica delle Indie orientali e il 7 luglio successivo le cedette Seberang Perai in cambio di uno stipendio annuale. Nel settembre del 1803 il re del Siam lo costrinse ad abdicare in favore di suo nipote Ahmad Tajuddin Halim Shah II e venne quindi nominato sovrano della provincia di Perlis (Kayangan) con il titolo di Raja Muda Kayang.
Si sposò ed ebbe quattro figli, tre maschi e una femmina.
Morì a Kota Indira Kayangan il 25 gennaio 1815 e fu sepolto nel cimitero di quella città.